# Canada Open 1973
Il Canada Open 1973 è stato un torneo di tennis. È stata la 83ª edizione del Canada Open, che fa parte del Commercial Union Assurance Grand Prix 1973 e del Women's International Grand Prix 1973. Il torneo si è giocato a Toronto in Canada su campi in terra verde dal 20 al 26 agosto 1973.

## Campioni

### Singolare maschile
Tom Okker ha battuto in finale  Manuel Orantes con il punteggio di 6–3, 6–2, 6–1.

### Singolare femminile
Evonne Goolagong ha battuto in finale  Helga Masthoff con il punteggio di 7–6, 6–4.

### Doppio maschile
Rod Laver /  Ken Rosewall hanno battuto in finale   Owen Davidson /  John Newcombe con il punteggio di 7–5, 7–6.

### Doppio femminile
Evonne Goolagong /  Peggy Michel hanno battuto in finale  Helga Masthoff /  Martina Navrátilová con il punteggio di 6–3, 6–2.